# Vinkovački Banovci
Vinkovački Banovci är en ort i Kroatien.   Den ligger i länet Srijem, i den östra delen av landet, 250 km öster om huvudstaden Zagreb. Vinkovački Banovci ligger 80 meter över havet och antalet invånare är 194.
Terrängen runt Vinkovački Banovci är platt. Runt Vinkovački Banovci är det glesbefolkat, med 19 invånare per kvadratkilometer. Närmaste större samhälle är Vukovar, 18,5 km norr om Vinkovački Banovci. Trakten runt Vinkovački Banovci består till största delen av jordbruksmark.